# Álex Alegría
Alexander Alegría Moreno (Plasencia, Cáceres, Extremadura, España, 14 de octubre de 1992) es un futbolista español que juega como delantero en el C. D. Badajoz de la Tercera Federación.

## Trayectoria
Comenzó a jugar en el Club Polideportivo San Miguel y en la escuela de fútbol de la U. P. Plasencia antes de pasar al C. P. Cacereño, donde debutó en el primer equipo con dieciocho años. Jugó dos temporadas en las que marcó once goles en cincuenta y seis partidos en la Segunda División B. En su segundo año fue el máximo goleador del equipo. 
En julio de 2012 fichó por el Real Betis Balompié "B", donde jugó tres campañas. En la última de ellas, la 2014-15, anotó trece goles en Segunda División B y debutó con el Real Betis Balompié en Segunda División, al jugar doce minutos en un partido disputado contra el C. D. Mirandés en la 27.ª jornada de la Liga.
En julio de 2015 renovó su contrato con el Betis y se marchó cedido al C. D. Numancia de Soria en Segunda División. Allí fue el máximo goleador del equipo con doce tantos y regresó al conjunto andaluz al final de la campaña. En la temporada 2016-17 debutó en Primera División en la tercera jornada del campeonato, disputada el 11 de septiembre de 2016 contra el Valencia C. F.; en el siguiente encuentro, marcó sus dos primeros goles en la máxima categoría frente al Granada C. F.
El 29 de junio de 2017 fue cedido al Levante U. D. y debutó en la primera jornada de la Liga ante el Villarreal C. F. en una victoria para su equipo por 1-0. El 9 de noviembre de 2017 sufrió la rotura del ligamento cruzado de la rodilla derecha, lesión que lo mantuvo alejado de los terrenos de juego para el resto de la temporada.
En la temporada 2018-19 fue nuevamente cedido al Rayo Vallecano de Madrid. Jugó su primer partido en diez meses sin jugar el 14 de septiembre de 2018, en una victoria por 0-1 del Rayo ante la S. D. Huesca. Su primer gol con el equipo franjirrojo lo anotó el 30 de octubre en un empate a dos frente al C. D. Leganés en el partido de ida de los dieciseisavos de final de la Copa del Rey. El 31 de enero de 2019 finalizó su cesión en el Rayo y el Betis lo prestó al Real Sporting de Gijón hasta el final de la campaña. Al término de la misma, rescindió su contrato con el equipo andaluz.
El 1 de julio se anunció su fichaje por el R. C. D. Mallorca, quien lo cedió al Extremadura U. D. en enero de 2020
y al Real Zaragoza un año después. Las siguientes dos temporadas acumuló nuevas cesiones, siendo el Burgos C. F. su destino en la 2021-22 y el C. F. Fuenlabrada en la 2022-23. El 20 de febrero de 2023, tras haber rescindir su contrato con el conjunto balear, se anunció su fichaje por el Foolad F. C. de Irán.
El 15 de enero de 2024 firmó por el C. D. Badajoz tras haber acordado su llegada seis días antes.

## Clubes
| Club                    | País   | Año       |
| ----------------------- | ------ | --------- |
| C. P. Cacereño          | España | 2010-2012 |
| Real Betis Balompié "B" | España | 2012-2015 |
| C. D. Numancia de Soria | España | 2015-2016 |
| Real Betis Balompié     | España | 2016-2017 |
| Levante U. D.           | España | 2017-2018 |
| Rayo Vallecano          | España | 2018-2019 |
| Real Sporting de Gijón  | España | 2019      |
| R. C. D. Mallorca       | España | 2019-2023 |
| Extremadura U. D.       | España | 2020      |
| Real Zaragoza           | España | 2021      |
| Burgos C. F.            | España | 2021-2022 |
| C. F. Fuenlabrada       | España | 2022-2023 |
| Foolad F. C.            | Irán   | 2023      |
| C. D. Badajoz           | España | 2024-act. |